# Pelastoneurus comatus
Pelastoneurus comatus är en tvåvingeart som beskrevs av Robinson 1992. Pelastoneurus comatus ingår i släktet Pelastoneurus och familjen styltflugor.
Artens utbredningsområde är District of Columbia. Inga underarter finns listade i Catalogue of Life.